# 寧々〜おんな太閤記
『寧々〜おんな太閤記』（ねね おんなたいこうき）は、2009年1月2日の午後2時から午後11時55分までテレビ東京系列で放送された新春ワイド時代劇。主演は仲間由紀恵。
橋田壽賀子脚本のNHK大河ドラマ『おんな太閤記』の橋田自身によるノベライズを原作に映像化した作品で、テレビ東京開局45周年記念番組。なお、毎週月・火・水曜14時5分から15時までの時間帯で2009年2月23日より石川テレビ、毎週水曜の同時間帯で同年7月1日より福島テレビでも放送が開始された。

## 概要
1981年からスタートした新春ワイド時代劇で、女性が主演を務めるのは『忠臣蔵 瑤泉院の陰謀』の瑤泉院（2007年 演：稲森いずみ）に続き2作目。10時間体制で放送した最後の作品である。
2009年から従来のベルーナに代わって、化粧品会社のオージオがメインスポンサーになる。そのため正式な番組タイトルは「OZIO新春ワイド時代劇」になる。
NHK大河ドラマで放送された作品の新春ワイド時代劇でのドラマ化は『竜馬がゆく』（1982年、2004年)、『花の生涯 井伊大老と桜田門』（1988年）、『宮本武蔵』（1990年）、『宮本武蔵』（2001年）、『赤穂浪士』（1999年）、『国盗り物語』（2005年）に続き6作目である。ただし、本作は他5作品と違い、原作つきではなくオリジナル脚本である。
撮影は滋賀県彦根市でのロケを交えながら、太秦の松竹京都撮影所で行われ、2008年8月20日にクランクイン、11月終わりにクランクアップした。
当時88歳の森光子による劇中の語りはテレビ評で呂律が回っていないと指摘された。ナレーターとしてクレジットされている当時テレビ東京アナウンサーだった赤平大はテレビドラマデータベースによる本放送のクレジット採録では存在せず、再放送やビデオグラムのバージョンで収録されたものである。

## キャスト
- 寧々：仲間由紀恵
- 豊臣秀吉：市川亀治郎（四代目市川猿之助）
- 織田信長：村上弘明
- 前田利家：原田泰造
- 豊臣秀長：福士誠治
- 明智光秀：西村和彦
- 石田三成：中村俊介
- 浅井長政：田中実
- きい（あさひ）：田畑智子
- とも：横山めぐみ
- まつ：中山忍
- やや：星野真里
- 大蔵卿局：池上季実子
- 淀の方：吹石一恵
- お市：高岡早紀
- なか：十朱幸代
- 徳川家康：高橋英樹
- 柴田勝家：柴俊夫
- 孝蔵主：吉沢京子
- 本多正信：名高達男
- 本多忠勝：岸本裕二
- 板倉勝重：下元年世
- 中山又市：金田明夫
- 加藤清正：山田純大
- 小笹/茜：小沢真珠
- 小督：高橋かおり
- 大沢基康：本田博太郎
- 浅野又右衛門：渡辺哲
- 竹中半兵衛：山崎銀之丞
- 黒田官兵衛：黒神龍人
- 大野治長：海東健
- 豊臣秀次：濱田岳
- 加藤嘉明：杉山聡
- 蜂須賀小六：梨本謙次郎
- 茶々（幼少期）：梅原真子→篠原愛実
- 小督（幼少期）：前田里桜→野口真緒
- お初：大出菜々子→重本未紗→小林涼子
- はな：守田菜生
- 松の丸：美栞了
- つる：樹もも
- とら：岩倉沙織
- ゆう：加藤千果
- えん：白江美佳
- 摩阿姫：坂口あずさ
- 正栄尼：川崎あかね
- 二位局：桐川嘉奈子
- こほ：小野晴子
- 三好吉房：吉見一豊
- 副田甚兵衛：蟹江一平
- 佐助：野田裕成→高杉瑞穂
- すえ：仁平裕子
- 豪姫：西本利久
- 森蘭丸：河野朝哉
- 丹羽長秀：魁三太郎
- 佐久間信盛：西園寺章雄
- 小早川秀秋：尾上松也
- 福島正則：樋口浩二
- 池田輝政：西村匡生
- 浅野長政：大柴隼人
- 浅野幸長：櫻井忍
- 木下勝俊：和田正人
- こひ：志乃原良子
- 片桐且元：石井英明
- 徳川秀忠：浜田学
- 松平忠輝：鯨井康介
- 羽柴秀勝：和泉青那
- 毛利輝元：黒沼弘己
- 上杉景勝：竹内誠
- 安国寺恵瓊：窪田弘和
- 豊臣鶴松：伊賀亮
- 豊臣秀頼：中村壱太郎
- 織田信雄：井之上チャル
- 織田信孝：宮下直紀
- 鳥居元忠：谷口高史
- 本多正純：市瀬秀和
- 足利義昭：木下ほうか
- 小西行長：大石昭弘

## スタッフ
- 原作：橋田壽賀子 「おんな太閤記」
- 脚本：金子成人
- 語り：森光子
- ナレーター：赤平大
- 音楽：篠原敬介
- 主題歌：さだまさし「ひまわり」
- 監督：（第一部）井上昭（第二部）酒井信行（第三部）山下智彦
- 制作協力：松竹京都撮影所
- 製作：テレビ東京、松竹

## サブタイトル
| 各話   | 時刻          | タイトル                         | 視聴率 |
| ------ | ------------- | -------------------------------- | ------ |
| 第一部 | 14:00 - 17:30 | おかかの務め〜桶狭間から本能寺へ | 8.6%   |
| 第二部 | 17:40 - 20:50 | 天下人の妻                       | 6.8%   |
| 第三部 | 20:50 - 23:55 | 平和への祈り〜決戦関ヶ原         | 6.9%   |